# Century Child
Century Child é o quarto álbum de estúdio da banda finlandesa de metal sinfônico Nightwish, que foi lançado em 24 de maio de 2002 na Finlândia pela Spinefarm Records. O disco diferencia-se dos outros trabalhos da banda tanto nas letras quanto na sonoridade, e além de conter sons de orquestra, foi a primeira colaboração do grupo com o cantor e multi-instrumentista Marco Hietala como baixista e vocalista masculino.
A gravadora Spinefarm lançou uma edição especial com dois CDs em 2002 contendo todas as canções do álbum, além de um vídeo da canção "Over the Hills and Far Away", cover de Gary Moore, e as faixas "Nightwish", "The Forever Moments" e "Etiäinen", originais da demo de 1996. A edição lançada no Japão também conteve a faixa bônus "The Wayfarer". E em 2008, uma edição remasterizada do disco foi disponibilizada contendo conteúdo extra.
O álbum ganhou Disco de Ouro na Finlândia no dia de lançamento, e Disco de Platina dupla posteriormente em 2003, sendo também o segundo disco mais vendido na Finlândia em 2002, com 60 mil cópias comercializadas. Atualmente, Century Child tem vendido mais de 90 mil cópias somente na Finlândia. Mundialmente, ele vendeu mais de 350 mil cópias entre 2002 e 2003.

## Faixas
| N.º            | Título                                                                         | Compositor(es)                      | Duração |  |
| 1.             | "Bless the Child" (com participação de Sam Hardwick)                           | Tuomas Holopainen                   | 6:12    |  |
| 2.             | "End of All Hope"                                                              | Holopainen                          | 3:55    |  |
| 3.             | "Dead to the World"                                                            | Holopainen                          | 4:20    |  |
| 4.             | "Ever Dream"                                                                   | Holopainen                          | 4:44    |  |
| 5.             | "Slaying the Dreamer"                                                          | Holopainen, Emppu Vuorinen          | 4:32    |  |
| 6.             | "Forever Yours"                                                                | Holopainen                          | 3:50    |  |
| 7.             | "Ocean Soul"                                                                   | Holopainen                          | 4:15    |  |
| 8.             | "Feel for You"                                                                 | Holopainen                          | 3:55    |  |
| 9.             | "The Phantom of the Opera" (cover de Andrew Lloyd Webber)                      | Charles Hart, Richard Stilgoe       | 4:10    |  |
| 10.            | "Beauty of the Beast (dividida em três capítulos - Capítulo III: "Christabel"" | Holopainen, Vuorinen, Marco Hietala | 10:22   |  |
| 11.            | "The Wayfarer" (faixa bônus)                                                   | Holopainen                          | 3:25    |  |
| 12.            | "Lagoon" (faixa bônus)                                                         | Holopainen                          | 3:47    |  |
| Duração total: | Duração total:                                                                 | Duração total:                      | 57:27   |  |

## Desempenho nas paradas
| País          | Parada (2002)           | Melhor posição |
| ------------- | ----------------------- | -------------- |
| Alemanha      | Media Control Charts    | 5              |
| Áustria       | Ö3 Austria Top 40       | 15             |
| Finlândia     | Suomen virallinen lista | 1              |
| França        | SNEP                    | 32             |
| Noruega       | VG-lista                | 19             |
| Países Baixos | Dutch Charts            | 41             |
| Chéquia       | IFPI Česká Republika    | 66             |
| Suécia        | Sverigetopplistan       | 39             |
| Suíça         | Swiss Hitparade         | 50             |

## Créditos
A seguir estão listados os músicos e técnicos envolvidos na produção do álbum Century Child:
| - Tuomas Holopainen – teclado - Emppu Vuorinen – guitarra - Tarja Turunen – vocais - Jukka Nevalainen – bateria, percussão - Marco Hietala – baixo, vocais - Sam Hardwick – partes faladas em "Bless the Child" e "Beauty of the Beast" - Kristiina Ilmonen – tin whistle em "Forever Yours" - Hilkka Kangasniemi – líder do coral - Coral GME – "Möykkä"s adicionais Orquestra - Juha Ikonen – líder da orquestra - Mongo Aaltoinen – percussão da orquestra | - Tero Kinnunen – gravação - Mika Jussila – masterização - Mikko Karmila – gravação, mixagem - Markus Mayer – arte da capa - Toni Härkönen – fotos da banda - Spelltone – layout |